# Convento de la Salceda
El convento de Nuestra Señora de la Salceda es un antiguo convento franciscano, actualmente en ruinas, ubicado en el municipio de Peñalver, en la provincia de Guadalajara. Los terrenos del antiguo convento se repartían entre los actuales términos municipales de Peñalver y Tendilla, en la provincia de Guadalajara. Si bien la arquitectura data de comienzos del siglo XVII, fecha en que fue ampliado, ya existía un convento en el lugar desde al menos el siglo XV. Perteneció a la Orden Franciscana. En la actualidad solo quedan ruinas entre la maleza sobresaliendo los restos de la gran capilla de las reliquias.

## Historia
Atendiendo a la tradición, el origen del convento, como tantas veces, está en una supuesta aparición de la Virgen a dos caballeros hospitalarios que habían buscado refugio bajo un sauce durante una tormenta, y por el sauce, el apelativo de la Virgen. Una salceda es un bosque poblado de sauces. 
Hacia 1366 llegó el franciscano Pedro de Villacreces, que impulsó la creación de una corriente monástica reformadora dentro de la orden franciscana con un fuerte componente eremítico. En 1408 se creó el convento que mantendría su vocación ascética y daría paso a un complejo que comprendía una quincena de ermitas, donde los frailes podían aislarse. De esa casa salieron numerosos personajes, que se desplazarían después a otros lugares, entre otros, el cardenal Cisneros. 
Durante de los siglos XVI y XVII el convento cobró fama, se enriqueció y se mejoraron las instalaciones hasta alcanzar a tener un terreno extenso y un edificio central importante. El rey Felipe III, persona devota, se acercó por la Salceda en 1604 con su esposa, la reina Margarita, para rezar ante la Virgen de la Salceda, alojándose unos días en el cenobio. En el siglo XIX sufrió un incendio (1827) y al poco, quedó afectado por la desamortización de 1835. Los frailes se dispersaron, el lugar fue saqueado, sus pertenencias fueron robadas o malvendidas, perdiéndose el grosor de sus bienes, y el edificio aprovechado íntegramente por su comprador (Antonio Barbé, de Guadalajara, en 1843) como cantera para desguace y venta de materiales. Quedó muy poco salvable, como la imagen de la Virgen de la Salceda que se bajó al pueblo de Tendilla , y las piedras de la portada de la iglesia, que se reutilizaron como marco de entrada a una cantina de la Calle Mayor. Entre los cuadros salvados, unos fueron a parar a la iglesia de Budia y otros al que sería Museo Provincial de Guadalajara.
No muy lejos del antiguo convento se levanta la ermita de La Salceda, reconstruida después de la guerra civil, en un bosque perteneciente al pueblo de Tendilla.

## Personajes que pasaron por La Salceda
- Pedro de Villacreces (fallecido en 1422) que impulsó la creación de una corriente monástica;
- Cardenal Cisneros, quien a finales del siglo XV, vistió el pardo sayal en La Salceda, quien luego sería regente de la monarquía y arzobispo toledano;
- Fray Diego de Alcalá, afamado por sus milagros, y canonizado;
- el francés fray Julián de San Agustín, portentoso en sus penitencias;
- fray Juan de Tolosa, que un tiempo fue confesor de la reina Isabel la Católica;[7]
- fray Pedro González de Mendoza, el hijo de la princesa de Eboli, que aquí profesó también de fraile menor, y nombrado  obispo de Sigüenza y arzobispo de Granada, que costeó la capilla de las Reliquias;
- Felipe III y su esposa, la reina Margarita, que acudió en 1604 a orar ante la Virgen de la Salceda;
- Antonio Barbé, comprador y desmantelador del convento desde 1843.